# عرفات (چالدران)
عرفات یک روستا در ایران است که در دهستان ببه‌جیک شهرستان چالدران واقع شده‌است. براساس سرشماری مرکز آمار ایران در سال ۱۳۹۵، عرفات ۱۸۰ نفر جمعیت دارد.